# Люсіус Клей
Люсіус Дюбіньон Клей (англ. Lucius Dibignon Clay; 23 квітня 1897 — 16 квітня 1978) — американський генерал, глава адміністрації американської зони окупації післявоєнної Німеччини. Вважається батьком берлінського повітряного мосту (1948—1949).

## Ранні роки
Народився в місті Марієтта, Джорджія. Він був шостою і останньою дитиною в сім'ї сенатора Олександра Стефенса Клея (не має відношення до відомого державного діяча сенатора Генрі Клея).
У 1918 закінчив військову академію у Вест-Пойнті і обіймав різні цивільні та військові інженерні посади в 1920-і та 1930-і, включаючи викладання у Вест-Пойнті, управління будівництвом дамб та цивільних аеропортів.
До 1942 став наймолодшим бригадним генералом в Армії США. Відданий своїй роботі він зарекомендував себе як виконавчий та заповзятливий офіцер і виключно працьовитий та дисциплінований працівник.

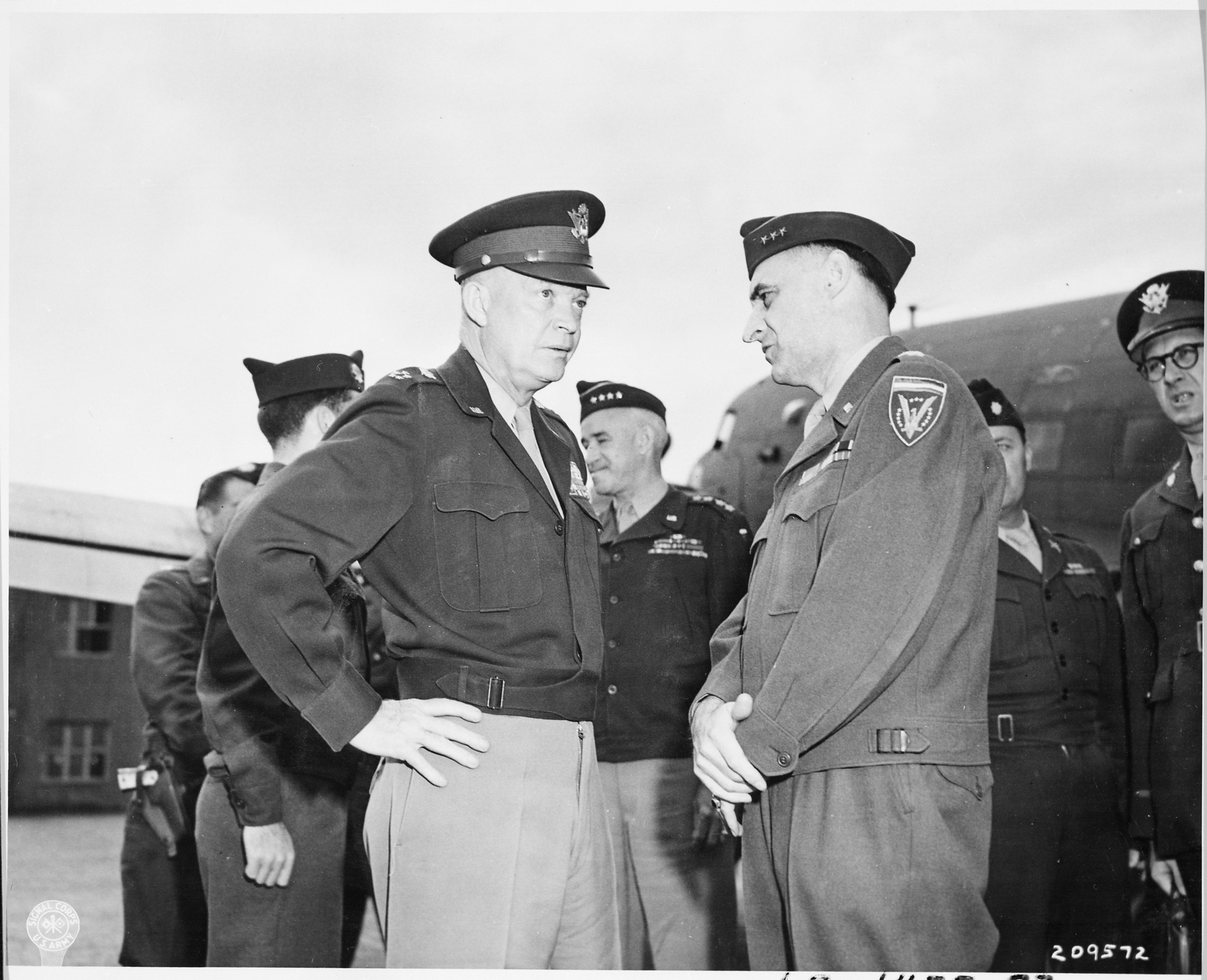
Генерали Дуайт Ейзенхауер та Люсіус Клей на аеродромі Гатов у Берліні

## Друга світова війна та повоєнні роки
Не брав участі в бойових операціях, однак отримав орден «Легіон Пошани» в 1942, медаль За Відмінну Службу в 1944, і отримав Бронзову зірку за свої дії зі стабілізації ситуації у французькому Шербурі, залишеному німецькими військами, що втекли звідти, і тому у ситуації, близькій до хаосу.
У 1945 служив заступником генерала Дуайта Ейзенхауера, в наступні роки був заступником керівника окупаційного союзницького правління західної Німеччини.
Вплинув на промову держсекретаря США Джеймса Френсіса Бірнса, вимовлену ним в 1946 в Штутгарті, Німеччина.